# 诺夫哥罗德大公

## 简介
诺夫哥罗德是古罗斯国家的发祥地。按编年史记载，留里克王朝的始祖、瓦良格人的领袖留里克受诺夫哥罗德人之邀，带领亲兵来到该城，在那里建立了罗斯的第一个王公政权。留里克的继承者奥列格征服基辅，成为基辅大公公位的奠基人。后来在罗斯封建分裂时期，诺夫哥罗德是最重要的公国之一，以商业发达著称。由于城市贵族力量的强大，诺夫哥罗德在1136年完全脱离了基辅大公的控制，成为一个事实上的共和国（诺夫哥罗德共和国）。共和国仍然保留了王公，但其地位仅仅相当于一个卫戍部队首领。诺夫哥罗德封建共和国存在了300多年，最终并入统一的俄罗斯国家。

## 历代王公
- 留里克 862年 - 879年
- 奥列格 879年 - 882年
- 伊戈尔 912年 - 945年
- 弗拉基米尔一世·斯维亚托斯拉维奇 969年 - 977年
- 亞羅波爾克一世·斯維亞托斯拉維奇 977年 - 979年
- 弗拉基米爾一世·斯維亞托斯拉維奇 979年 - 988年
- 维谢斯拉夫·弗拉基米罗维奇 987年 - 1010年
- 雅罗斯拉夫一世·弗拉基米罗维奇 1010年 - 1036年
- 弗拉基米尔·雅罗斯拉维奇 1036年 - 1052年
- 伊贾斯拉夫一世·雅罗斯拉维奇 1052年 - 1054年
- 姆斯季斯拉夫·伊贾斯拉维奇 1067年
- 格列布·斯维亚托斯拉维奇 1069年 - 1078年
- 斯维亚托波尔克二世·伊贾斯拉维奇 1078年 - 1088年
- 姆斯季斯拉夫一世·弗拉基米罗维奇 1088年 - 1095年
- 达维德·斯维亚托斯拉维奇 1095年
- 姆斯季斯拉夫一世·弗拉基米罗维奇 1095年 - 1117年
- 弗谢沃洛德·姆斯季斯拉维奇 1117年 - 1136年
- 斯维亚托斯拉夫·奥利戈维奇 1136年 - 1138年
- 罗斯季斯拉夫·尤里耶维奇 1138年 - 1139年
- 斯维亚托斯拉夫·奥利戈维奇 1139年 - 1141年
- 罗斯季斯拉夫·尤里耶维奇 1141年
- 斯维亚托波尔克·姆斯季斯拉维奇 1142年 - 1148年
- 雅罗斯拉夫·伊贾斯拉维奇 1148年 - 1153年
- 罗斯季斯拉夫一世·姆斯季斯拉维奇 1153年
- 达维德·罗斯季斯拉维奇 1154年
- 姆斯季斯拉夫·尤里耶维奇 1154年 - 1157年
- 斯维亚托斯拉夫·罗斯季斯拉维奇 1158年 - 1160年
- （独眼的）姆斯季斯拉夫·罗斯季斯拉维奇 1160年 - 1161年
- 斯维亚托斯拉夫·罗斯季斯拉维奇 1162年 - 1168年
- 罗曼·姆斯季斯拉维奇 1168年 - 1170年
- 留里克·罗斯季斯拉维奇 1170年 - 1171年
- 尤里·安德烈耶维奇 1172年 - 1175年
- 斯维亚托斯拉夫·姆斯季斯拉维奇 1175年 - 1176年
- （独眼的）姆斯季斯拉夫·罗斯季斯拉维奇 1176年
- 雅罗斯拉夫·姆斯季斯拉维奇 1176年
- （独眼的）姆斯季斯拉夫·罗斯季斯拉维奇 1176年 -1178年
- 亚罗波尔克·罗斯季斯拉维奇 1178年
- 罗曼·罗斯季斯拉维奇 1178年 - 1179年
- （勇敢的）姆斯季斯拉夫·罗斯季斯拉维奇 1179年 - 1180年
- 弗拉基米尔·斯维亚托斯拉维奇 1180年 - 1181年
- 雅罗斯拉夫·弗拉基米罗维奇 1182年 - 1184年
- 姆斯季斯拉夫·达维多维奇 1184年 - 1187年
- 雅罗斯拉夫·弗拉基米罗维奇 1187年 - 1196年
- 亚罗波尔克·雅罗斯拉维奇 1197年
- 雅罗斯拉夫·弗拉基米罗维奇 1197年 - 1199年
- 斯维亚托斯拉夫·弗谢沃洛多维奇 1200年 - 1205年
- 康斯坦丁·弗谢沃洛多维奇 1205年 - 1207年
- 斯维亚托斯拉夫·弗谢沃洛多维奇 1207年 - 1210年
- 姆斯季斯拉夫·姆斯季斯拉维奇 1210年 - 1215年
- 雅罗斯拉夫二世·弗谢沃洛多维奇 1215年
- 姆斯季斯拉夫·姆斯季斯拉维奇 1216年 - 1218年
- 斯维亚托斯拉夫·姆斯季斯拉维奇 1218年 - 1219年
- 弗谢沃洛德·姆斯季斯拉维奇 1219年 - 1221年
- 弗谢沃洛德·尤里耶维奇 1221年
- 雅罗斯拉夫二世·弗谢沃洛多维奇 1221年 - 1223年
- 弗谢沃洛德·尤里耶维奇 1223年
- 米哈伊尔·弗谢沃洛多维奇 1224年
- 雅罗斯拉夫二世·弗谢沃洛多维奇 1224年 - 1228年
- 米哈伊尔·弗谢沃洛多维奇 1229年
- 罗斯季斯拉夫·米哈伊洛维奇 1229年 - 1230年
- 雅罗斯拉夫二世·弗谢沃洛多维奇 1230年 - 1236年
- 亚历山大·涅夫斯基 1236年 - 1240年 
  - 王公被放逐 1240年 - 1241年
- 亚历山大·涅夫斯基 1241年 - 1252年
- 瓦西里·亚历山德罗维奇 1252年 - 1255年
- 雅罗斯拉夫三世·雅罗斯拉维奇 1255年
- 瓦西里·亚历山德罗维奇 1255年 - 1257年
- 亚历山大·涅夫斯基 1257年 - 1259年
- 德米特里·亚历山德罗维奇 1259年 - 1264年
- 雅罗斯拉夫三世·雅罗斯拉维奇 1264年 - 1272年
- 德米特里·亚历山德罗维奇 1272年 - 1273年
- 瓦西里·雅罗斯拉维奇 1273年 - 1276年
- 德米特里·亚历山德罗维奇 1276年 - 1281年
- 安德烈·亚历山德罗维奇 1281年 - 1285年
- 德米特里·亚历山德罗维奇 1285年 - 1292年
- 安德烈·亚历山德罗维奇 1292年 - 1304年
- 米哈伊尔·雅罗斯拉维奇 1308年 - 1314年
- 阿凡纳希·丹尼洛维奇 1314年 - 1315年
- 米哈伊尔·雅罗斯拉维奇 1315年 - 1316年
- 阿凡纳希·丹尼洛维奇 1319年 - 1322年
- 尤里·丹尼洛维奇 1322年 - 1325年
- 亚历山大·米哈伊洛维奇 1325年 - 1327年
- 伊凡一世 1328年 - 1337年
- 谢苗·伊万诺维奇 1346年 - 1353年
- 伊凡二世 1355年 - 1359年
- 德米特里·康斯坦丁诺维奇 1359年 - 1363年
- 德米特里·顿斯科伊 1363年 - 1389年
- 盧格維尼·奧爾赫多維奇 1389年 - 1407年
- 瓦西里一世 1408年 - 1425年
- 瓦西里二世 1425年 - 1462年
- 伊凡三世 1462年 - 1478年
  - 1478年，诺夫哥罗德封建共和国被伊凡三世并入莫斯科大公国